# سرعت زمینی

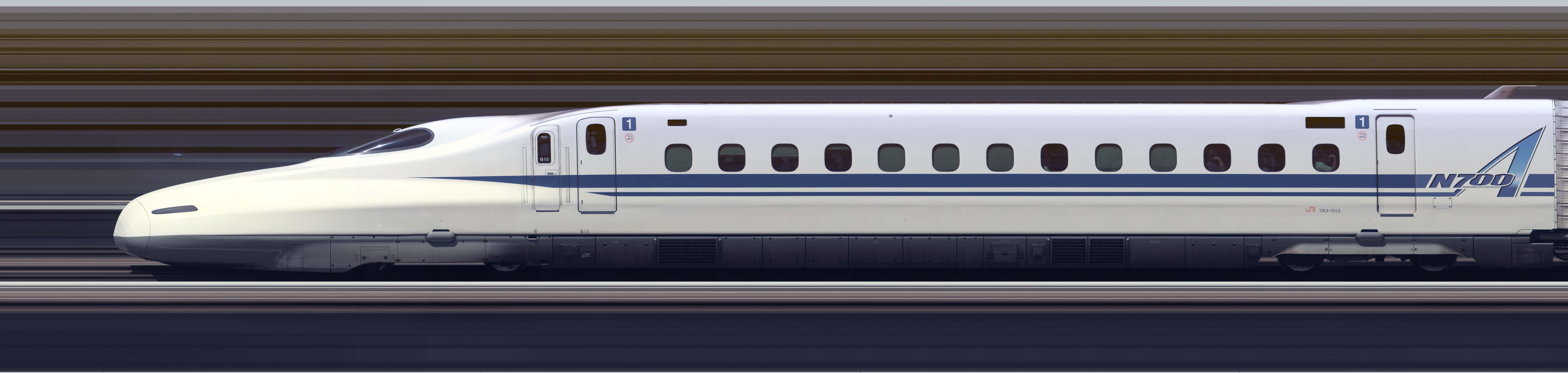
یک قطار سریع‌السیر در حال حرکت

سرعت زمینی نسبت سرعت هواپیما به زمین است. اطلاعاتی که در هواپیمای مسافربری روی صفحه نمایش، نشان داده می‌شوند اغلب سرعت زمینی هستند تا سرعت هوایی. سرعت زمینی با جمع برداری سرعت هوایی هواپیما منهای جهت و سرعت باد جاری محاسبه می‌شود. سرعت باد مخالف از سرعت زمینی تفریق می‌شود و باد از پشت با آن جمع می‌شود.
سرعت‌سنج هواپیما فقط می‌تواند سرعت هواپیما را نسبت به جریان توده عظیمی از هوا که مسافت زیادی را در سطح‌زمین طی می‌کند، نشان دهد.